# Volta a Portugal de 1968
A 31ª edição da Volta a Portugal em Bicicleta ("Volta 68") decorreu entre os dias 10 e 25 de Agosto de 1968. Composta por 21 etapas.

## Equipas
Participaram 67 ciclistas de 7 equipas:
- Ambar
- Benfica
- FC Porto
- Flândria
- Gin. Tavira
- Sangalhos
- Sporting

## Etapas
| nº        | Data         | Etapa                                       | km    | Vencedor da etapa            | Camisola Amarela             |
| 1ª etapa  | 10 de Agosto | Pista das Antas (C/R por equipas)           | 9     | Pedro Moreira (Benfica)      | Pedro Moreira (Benfica)      |
| 2ª etapa  | 11 de Agosto | Porto - Vila do Conde (C/R por equipas)     | 31    | Emiliano Dionísio (Sporting) | Emiliano Dionísio (Sporting) |
| 3ª etapa  | 11 de Agosto | Circuito de Vila do Conde                   | 60    | Ludo Van Dromme (Flândria)   | Emiliano Dionísio (Sporting) |
| 4ª etapa  | 12 de Agosto | Vila do Conde - Guimarães                   | 146   | Pedro Moreira (Benfica)      | Pedro Moreira (Benfica)      |
| 5ª etapa  | 13 de Agosto | Guimarães - Porto                           | 138   | Américo Silva (Benfica)      | Joaquim Agostinho (Sporting) |
| 6ª etapa  | 13 de Agosto | Pista das Antas                             | 9     | Augusto Cardoso (Benfica)    | Joaquim Agostinho (Sporting) |
| 7ª etapa  | 14 de Agosto | Amarante - Guarda                           | 211   | Fernando Mendes (Benfica)    | Joaquim Agostinho (Sporting) |
| 8ª etapa  | 15 de Agosto | Guarda - Viseu                              | 147   | Leonel Miranda (Sporting)    | Leonel Miranda (Sporting)    |
| 9ª etapa  | 16 de Agosto | Viseu - Anadia                              | 98    | Ludo Van Dromme (Flândria)   | Leonel Miranda (Sporting)    |
| 10ª etapa | 16 de Agosto | Pista de Sangalhos (Perseguição individual) | 2     | Leonel Miranda (Sporting)    | Leonel Miranda (Sporting)    |
| 11ª etapa | 17 de Agosto | Curia - Tomar                               | 152   | Leonel Miranda (Sporting)    | Leonel Miranda (Sporting)    |
| 12ª etapa | 18 de Agosto | Tomar - Lisboa                              | 195   | Leonel Miranda (Sporting)    | Leonel Miranda (Sporting)    |
| 13ª etapa | 18 de Agosto | Pista de Alvalade                           | 9     | Pedro Moreira (Benfica)      | Leonel Miranda (Sporting)    |
| 14ª etapa | 19 de Agosto | Lisboa1 - Ferreira do Alentejo              | 183   | Pedro Moreira (Benfica)      | Leonel Miranda (Sporting)    |
| 15ª etapa | 20 de Agosto | Ferreira do Alentejo - Loulé                | 218   | Mário Sá (Ambar)             | Leonel Miranda (Sporting)    |
| 16ª etapa | 21 de Agosto | Loulé - Tavira (C/R individual)             | 50    | John Hemeryckx (Flândria)    | Américo Silva (Benfica)      |
| 17ª etapa | 21 de Agosto | Pista de Tavira                             | 8     | António Graça (Gin. Tavira)  | Américo Silva (Benfica)      |
| 18ª etapa | 22 de Agosto | Tavira - Beja                               | 153   | Cosme Oliveira (FC Porto)    | Américo Silva (Benfica)      |
| 19ª etapa | 23 de Agosto | Beja - Portalegre                           | 187   | Sousa Vieira (Ambar)         | Américo Silva (Benfica)      |
| 20ª etapa | 24 de Agosto | Portalegre - Cartaxo                        | 170   | Mário Sá (Ambar)             | Américo Silva (Benfica)      |
| 21ª etapa | 25 de Agosto | Cartaxo - Lisboa                            | 154   | Romain Furnière (Flândria)   | Américo Silva (Benfica)      |
|           |              | Total de Km.                                | 2.329 |                              |                              |

1 Partida simbólica; a partida real foi dada na Cova da Piedade.

## Classificações Finais

### Geral individual
| Lugar | Nome              | Nacionalidade | Equipa      | Tempo       |
| 01º   | Américo Silva     | Portugal      | Benfica     | 64h 13' 21" |
| 02º   | Joaquim Agostinho | Portugal      | Sporting    | + 57"       |
| 03º   | Leonel Miranda    | Portugal      | Sporting    | + 1' 15"    |
| 04º   | Mário Silva       | Portugal      | FC Porto    | + 2' 37"    |
| 05º   | Joaquim Leão      | Portugal      | FC Porto    | + 4' 29"    |
| 06º   | Fernando Mendes   | Portugal      | Benfica     | + 5' 19"    |
| 07º   | Pedro Moreira     | Portugal      | Benfica     | + 5' 47"    |
| 08º   | António Acúrsio   | Portugal      | Benfica     | + 6' 11"    |
| 09º   | Sérgio Páscoa     | Portugal      | Sporting    | + 6' 46"    |
| 10º   | António Graça     | Portugal      | Gin. Tavira | + 7' 21"    |

### Equipas
| Lugar | Equipa   | Tempo        |
| ----- | -------- | ------------ |
| 1º    | Sporting | 192h 41' 11" |
| 2º    | Benfica  | + 4' 20"     |
| 3º    | FC Porto | + 7' 18"     |

### Outras classificações
Pontos: Leonel Miranda (Sporting), 127 pontos.
Montanha: Leonel Miranda (Sporting), 50 pontos.
Metas Volantes: Pedro Moreira (Benfica), 21 pontos

## Ciclistas
Partiram: 129; Desistiram: 93; Terminaram: 36.
Media: 36,389 Km/h.